# دیوید میلز (هنرمند)
دیوید میلز (انگلیسی: David Mills; ۲۰ نوامبر ۱۹۶۱ – ۳۰ مارس ۲۰۱۰) فیلم‌نامه‌نویس، تهیه‌کننده تلویزیونی و روزنامه‌نگار اهل ایالات متحده آمریکا بود. وی همچنین برندهٔ جوایزی همچون جوایز امی شده‌است.